# Vittorio Veneto (C 550)
Vittorio Veneto (C 550) byl vrtulníkový křižník Italského námořnictva. Ve službě byl v letech 1969–2006. V letech 1969–1985 byl vlajkovou lodí italského námořnictva, přičemž v této roli ho nahradila lehká letadlová loď Guiseppe Garribaldi. Vittorio Veneto byl jedinou italskou válečnou lodí vyzbrojenou raketovými torpédy ASROC.

## Stavba

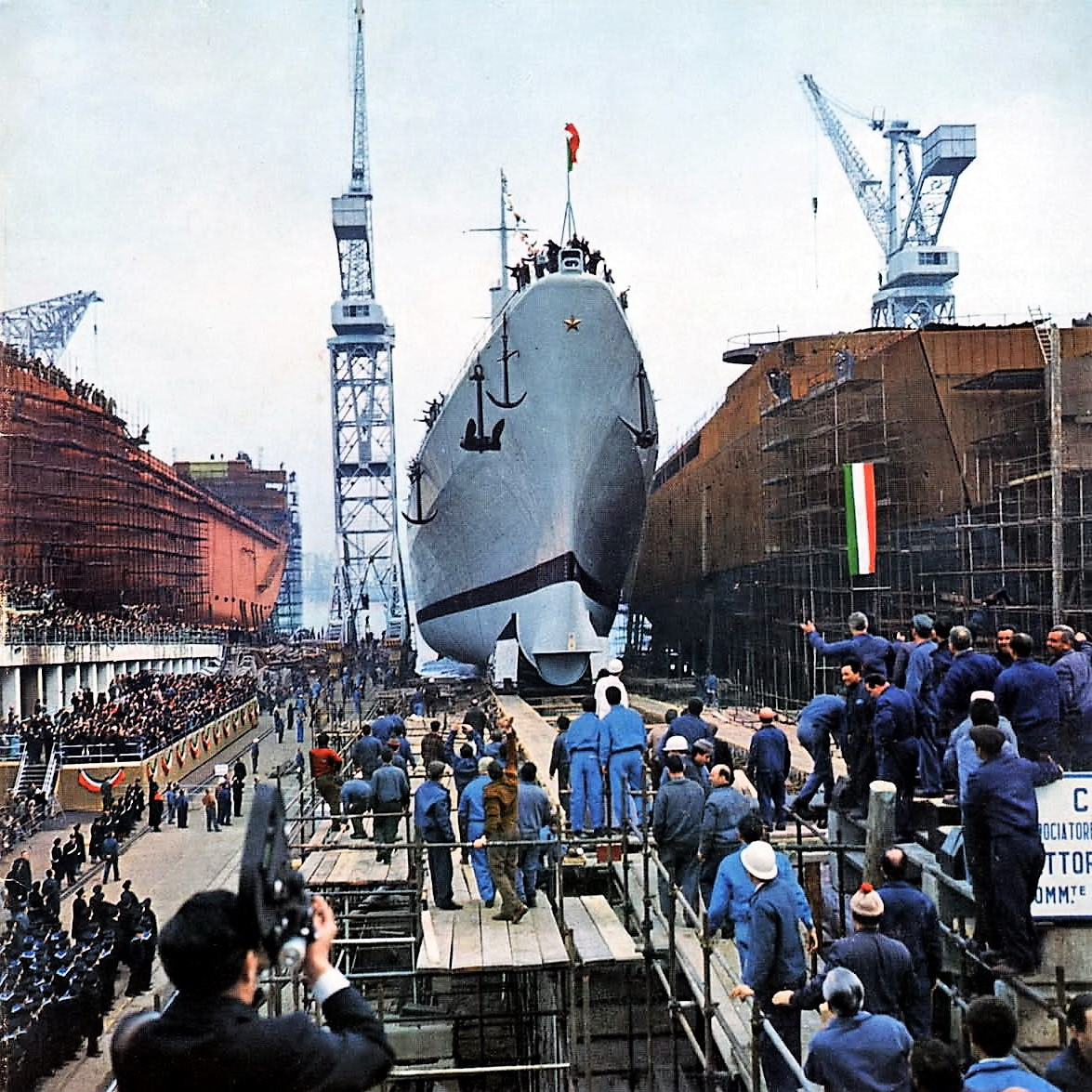
Vittorio Veneto při spuštění na vodu

Stavba křižníku Vittorio Veneto byla reakcí na nedostatky zjištěné při provozu prvních italských vrtulníkových křižníků třídy Andrea Doria. Ty se ukázaly být příliš malé pro provoz vrtulníků Sea King, přičemž ani jejich kapacita čtyř vrtulníků nebyla považována za dostatečnou. Proto nebyla uskutečněna plánovaná stavba třetí jednotky třídy Andrea Doria, ale místo ní byl vyprojektován větší vrtulníkový křižník Vittorio Veneto.
Vittorio Veneto postavila italská loděnice Navalmeccanica v Castellammare di Stabia. Kýl lodi byl založen 10. červenec 1965 a spuštěn na vodu 5. února 1967. Křižník byl do služby přijat 12. července 1969 na základně v Tarentu. Původně měla být postavena ještě jeho sesterská loď Italia. Její stavba však byla zrušena.

## Konstrukce

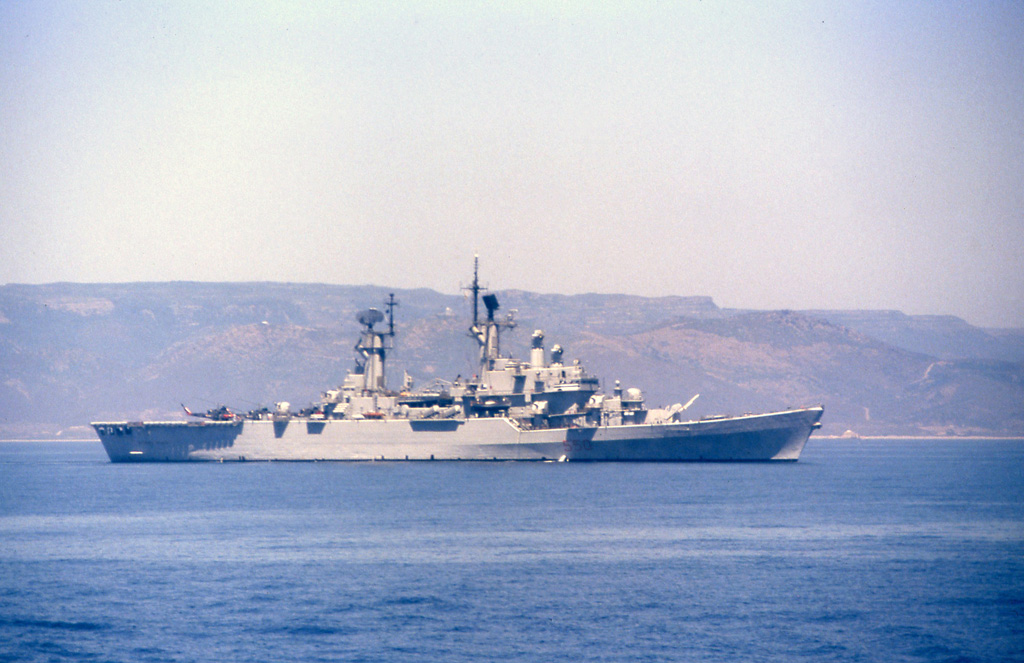
Vittorio Veneto při spuštění na vodu

Křižník Vittorio Veneto byl větší než jeho předchůdci. V přední části lodě byla nástavba a všechny zbraňové systémy, zatímco na zádi byla letová paluba o rozměrech 40x18,5 metru s podpalubním hangárem o rozměrech 27,5x5,3 metru, do kterého vrtulníky dopravoval jeden výtah. Z lodi mohlo operovat devět lehkých vrtulníků AB 204, nebo šest těžších typu AB 212. Letový provoz na širém moři usnadňovaly dva páry křídlových stabilizátorů náklonu.
Loď měla na svou dobu pokročilou elektroniku. Mimo jiné nesla vyhledávací 3D radar SPS-52B, vzdušný vyhledávací radar SPS-768 a sonar SQS-23. Na přídi se nacházelo dvojité vypouštěcí zařízení Mk.10 Mod.7 umožňující vypouštění jak protiletadlových řízených střel RIM-2 Terrier, tak raketových protiponorkových torpéd ASROC. V muničních skladech se přitom nacházelo 60 střel obou typů. Dále nesl osm jednohlavňových věží se 76mm kanóny a dva trojhlavňové 324mm protiponorkové torpédomety.
Pohonný systém tvořily čtyři kotle Foster Wheeler a dvě převodové turbíny Tosi o výkonu 73 000 hp, pohánějící dva lodní šrouby. Nejvyšší rychlost dosahovala 30,5 uzlu. Dosah byl 5000 námořních mil při rychlosti 17 uzlů.

### Modernizace

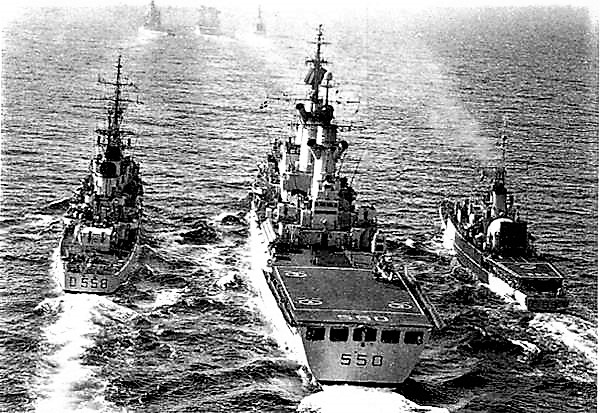
Vittorio Veneto (uprostřed)

Loď byla v letech 1980–1983 dvakrát modernizována, zejména byla vylepšena jejich elektronika. Výzbroj byla rozšířena o čtyři protilodní střely Otomat Mk 2, umístěné po dvojicích po stranách nástavby, společně se třemi 40mm dvoukanóny systému blízké obrany DARDO, sloužícího pro bodovou protiletadlovou obranu. Protiletadlový systém Terrier byl tehdy vyměněn za modernější zařízení Standard SM-1 ER. Při přestavbě vzrostl výtlak lodi na standardních 8 130 t a na 9 500 t při plném zatížení. Počet členů posádky se zvýšil na 577 mužů.

## Vyřazení
Vittorio Veneto byl vyřazen v roce 2003 jako poslední křižník všech západoevropských flot. Jeho kapacita byla nahrazena novou letadlovou lodí pro letouny V/STOL, nazvanou Cavour (C550), aktivní od roku 2008. Vittorio Veneto se změní v muzeum zakotvené v přístavu Tarent.